# Fritz Clement
Fritz Clement (* 28. Februar 1926 in Magdeburg; † 20. Juli 2004) war ein deutscher Generalmajor der Nationalen Volksarmee (NVA) der Deutschen Demokratischen Republik (DDR) und Funktionär der Sozialistischen Einheitspartei Deutschlands (SED).

## Leben
Clement, Sohn eines Arbeiters erlernte nach der Volks- und Mittelschule den Beruf des Maurers. Von 1943 bis 1945 kämpfte er als Soldat der deutschen Wehrmacht im Zweiten Weltkrieg und geriet als Unteroffizier in sowjetische Kriegsgefangenschaft, aus der er 1949 entlassen wurde. Während der Gefangenschaft besuchte er eine sowjetische Antifa-Schule.
Clement kehrte 1949 nach Deutschland zurück und lebte wieder in Magdeburg. Noch 1949 wurde er Mitglied der Freien Deutschen Jugend (FDJ) und der Sozialistischen Einheitspartei Deutschlands (SED) und ging hauptamtlich in die Politik. Von 1949 bis 1953 war er FDJ-Funktionär, ab 1950 Sekretär der SED-Grundorganisation im FDJ-Landesverband Sachsen-Anhalt.
Von 1953 bis 1955 studierte Clement an der Parteihochschule Karl Marx der SED Gesellschaftswissenschaften und erreichte das Diplom. Von 1955 bis 1962 war er als Instrukteur in der Sicherheitsabteilung des ZK tätig. Von 1960 bis 1961 nahm er an einem Einjahreskurs an der Militärakademie der Nationalen Volksarmee (NVA) in Dresden teil. Von 1962 bis 1988 war Clement Leiter des Sektors NVA in der Abteilung für Sicherheitsfragen des Zentralkomitees (ZK) der SED. Im Jahr 1964 wurde er zum Oberst befördert und begann ein Fernstudium an der Militärakademie, welches er 1971 mit einem weiteren Diplom abschloss. Am 26. Februar 1971 wurde er vom Vorsitzenden des Nationalen Verteidigungsrates der DDR, Walter Ulbricht, zum Generalmajor ernannt.

## Auszeichnungen
- 1966 Vaterländischer Verdienstorden in Bronze, 1975 Silber und 1986 in Gold
- 1985 Ehrentitel Verdienter Angehöriger der Nationalen Volksarmee
- Kampforden „Für Verdienste um Volk und Vaterland“ in Gold[1]